# Henryk Borwin II
Henryk Borwin II (ur. ok. 1170, zm. 5 czerwca 1226) – książę z dynastii meklemburskiej.

## Życiorys
Henryk Borwin II był synem księcia Meklemburgii Henryka Borwina I i Matyldy, córki księcia saskiego i bawarskiego Henryka Lwa. Miał założyć miasto Güstrow w 1222. Występując przeciwko Duńczykom stanął w innym obozie niż jego ojciec. Nadał prawa miejskie Parchimowi. Nie objął tronu meklemburskiego, bowiem zmarł przed śmiercią swego ojca – książętami Meklemburgii zostali w 1227 jego synowie.
Żoną Henryka Borwina II była zapewne Krystyna, córka króla Szwecji Swerkera II Młodszego. Jego dziećmi byli:
- Jan I (przed 1211–1264), książę Meklemburgii,
- Mikołaj(inne języki) (?–1277), książę Meklemburgii-Werle,
- Henryk Borwin III(inne języki) (?–ok. 1278), książę Meklemburgii-Rostock,
- Przybysław(inne języki) (?–ok. 1257/po 1270), książę Meklemburgii-Parchim,
- Małgorzata (?–po 1274), żona hrabiego Schwerinu Guncelina III(inne języki),
- Matylda (?–po 1258/1270), żona księcia Pomorza Gdańskiego Sambora II[2][3].